# Нижние Анатриялы
Ни́жние Анатрия́лы (чув. Кайрикас) — деревня в Цивильском районе Чувашской Республики. Входит в состав Рындинского сельского поселения.

## География
Находится в северной части Чувашии на расстоянии приблизительно 8 км на запад по прямой от районного центра города Цивильск на правобережье реки Унга.

## История
Известна с 1859 года как околоток села Салтыганова (Гурьевское) Ядринского уезда (ныне село Богатырёво), в котором было 29 дворов, 164 жителя. В 1897 году здесь было 208 жителей, в 1926 — 59 дворов, 268 жителей, 1939—251 житель, 1979—119. В 2002 году 52 двора, 2010 — 27 домохозяйств. В период коллективизации был образован колхоз «Молот», в 2010 году действовало ООО «Агрофирма „Кибекси“».

## Население
Постоянное население составляло 81 человек (чуваши 94 %) в 2002 году, 52 в 2010.